# Gnophos brunnea
Gnophos brunnea är en fjärilsart som beskrevs av Vorbrodt och Müll.-rutz 1913. Gnophos brunnea ingår i släktet Gnophos och familjen mätare. Inga underarter finns listade i Catalogue of Life.